# Мурашниця
Мурашниця (Grallaria) — рід горобцеподібних птахів родини Grallariidae. Включає 32 види (або 45).

## Поширення
Рід поширений в субтропічних і тропічних регіонах Центральної і Південної Америки

## Види
- Мурашниця смугаста, Grallaria squamigera
- Мурашниця еквадорська, Grallaria gigantea
- Мурашниця велика, Grallaria excelsa
- Мурашниця королівська, Grallaria varia
- Мурашниця гватемальська, Grallaria guatimalensis
- Мурашниця вусата, Grallaria alleni
- Мурашниця венесуельська, Grallaria chthonia
- Мурашниця бура, Grallaria haplonota
- Мурашниця рудогорла, Grallaria dignissima
- Мурашниця прудка, Grallaria eludens
- Мурашниця санта-мартійська, Grallaria bangsi
- Мурашниця рудоголова, Grallaria ruficapilla
- Мурашниця кундинамарська, Grallaria kaestneri
- Мурашниця чагарникова, Grallaria watkinsi
- Мурашниця перуанська, Grallaria andicolus
- Мурашниця бамбукова, Grallaria nuchalis
- Йокотоко, Grallaria ridgelyi
- Мурашниця червоноока, Grallaria carrikeri
- Мурашниця жовтогруда, Grallaria flavotincta
- Мурашниця білочерева, Grallaria hypoleuca
- Мурашниця темноголова, Grallaria przewalskii
- Мурашниця гуануцька, Grallaria capitalis
- Мурашниця кузкійська, Grallaria erythroleuca
- Мурашниця білогорла, Grallaria albigula
- Мурашниця сірошия, Grallaria griseonucha
- Мурашниця руда (Grallaria rufula complex)
  - Grallaria saltuensis
  - Grallaria spatiator
  - Grallaria rufula
  - Мурашниця сизочерева, Grallaria rufocinerea
  - Grallaria alvarezi
  - Grallaria saturata
  - Grallaria cajamarcae
  - Grallaria gravesi
  - Grallaria oneilli
  - Grallaria obscura
  - Grallaria occabambae
  - Grallaria sinaensis
  - Grallaria cochabambae
- Grallaria blakei complex
  - Мурашниця каштанова, Grallaria blakei
  - Grallaria centralis
  - Grallaria ayacuchensis
- Мурашниця рудощока, Grallaria erythrotis
- Мурашниця гірська, Grallaria quitensis
- Мурашниця колумбійська, Grallaria milleri
- Grallaria urraoensis